# 52nd Street
52nd Street — шестой студийный альбом американского певца Билли Джоэла, выпущенный в 1978 году. Альбому досталась премия «Грэмми» в номинации «Лучший альбом года» в 1979 году, а одноимённая песня из него победила в номинации «Лучшее мужское вокальное поп-исполнение».
Версия альбома, выпущенная в 1982 году в формате компакт-диска, стала первым в мировой истории компакт-диском (CD), попавшим на прилавки музыкальных магазинов. Продажи CD с этой записью начались в Японии 1 октября 1982 года.
По версии журнала Rolling Stone альбом находится на 352-м месте в списке 500 величайших альбомов всех времён.

## Список композиций
| №  | Название           | Длительность |
| -- | ------------------ | ------------ |
| 1. | «Big Shot»         | 4:03         |
| 2. | «Honesty»          | 3:53         |
| 3. | «My Life»          | 4:44         |
| 4. | «Zanzibar»         | 5:13         |
| 5. | «Stiletto»         | 4:42         |
| 6. | «Rosalinda’s Eyes» | 4:41         |
| 7. | «Half a Mile Away» | 4:08         |
| 8. | «Until the Night»  | 6:35         |
| 9. | «52nd Street»      | 2:31         |

## Позиции в хит-парадах
Годовые чарты:
| Год  | Чарт                               | Позиция |
| ---- | ---------------------------------- | ------- |
| 1979 | Канада (RPM Year-End)              | 16      |
| 1979 | Новая Зеландия (RMNZ)              | 10      |
| 1979 | США (Billboard Top 100 Pop Albums) | 1       |